# Arcis-le-Ponsart
Arcis-le-Ponsart település Franciaországban, Marne megyében. Lakosainak száma 287 fő (2022. január 1.). Arcis-le-Ponsart Coulonges-Cohan, Dravegny, Vézilly, Brouillet, Courville, Crugny, Lagery és Mont-sur-Courville községekkel határos.

## Népesség
A település népességének változása:
| Lakosok száma | 301  | 231  | 243  | 268  | 298  | 320  | 313  | 298  | 291  | 287  |
|               | 1968 | 1982 | 1990 | 2006 | 2013 | 2015 | 2017 | 2019 | 2020 | 2022 |